# À découper suivant les pointillés
Ce monde ne m'aura pas
À découper suivant les pointillés (Strappare lungo i bordi) est une série d'animation italienne, écrite et réalisée par Zerocalcare diffusée en 2021 sur Netflix.
La suite est sortie le 9 juin 2023 sous le titre Ce monde ne m'aura pas.

## Synopsis
La série tourne autour d'un voyage auquel Zerocalcare et ses deux amis de toujours, Sarah et Secco, doivent faire face. Au cours des épisodes, on suit les histoires et les flashbacks du personnage principal, passant par ses années scolaires du collège à celles du lycée, jusqu'à l'époque actuelle, où il raconte son existence avec le sarcasme et l'ironie qui le distinguent. Tout au long du voyage Zero essaie par tous les moyens de se distraire de ce que sa conscience — un tatou aux traits anthropomorphiques qui l'a toujours accompagné — veut lui rappeler : la raison pour laquelle les trois amis se dirigent vers la ville de Biella.

## Épisodes
La série est composée d'une saison de six épisodes d'une durée comprise entre 16 et 22 minutes chacun. Les épisodes n'ont pas d'autre titre que leur numéro, par exemple Épisode 1 (Episodio 1 dans la langue originale).

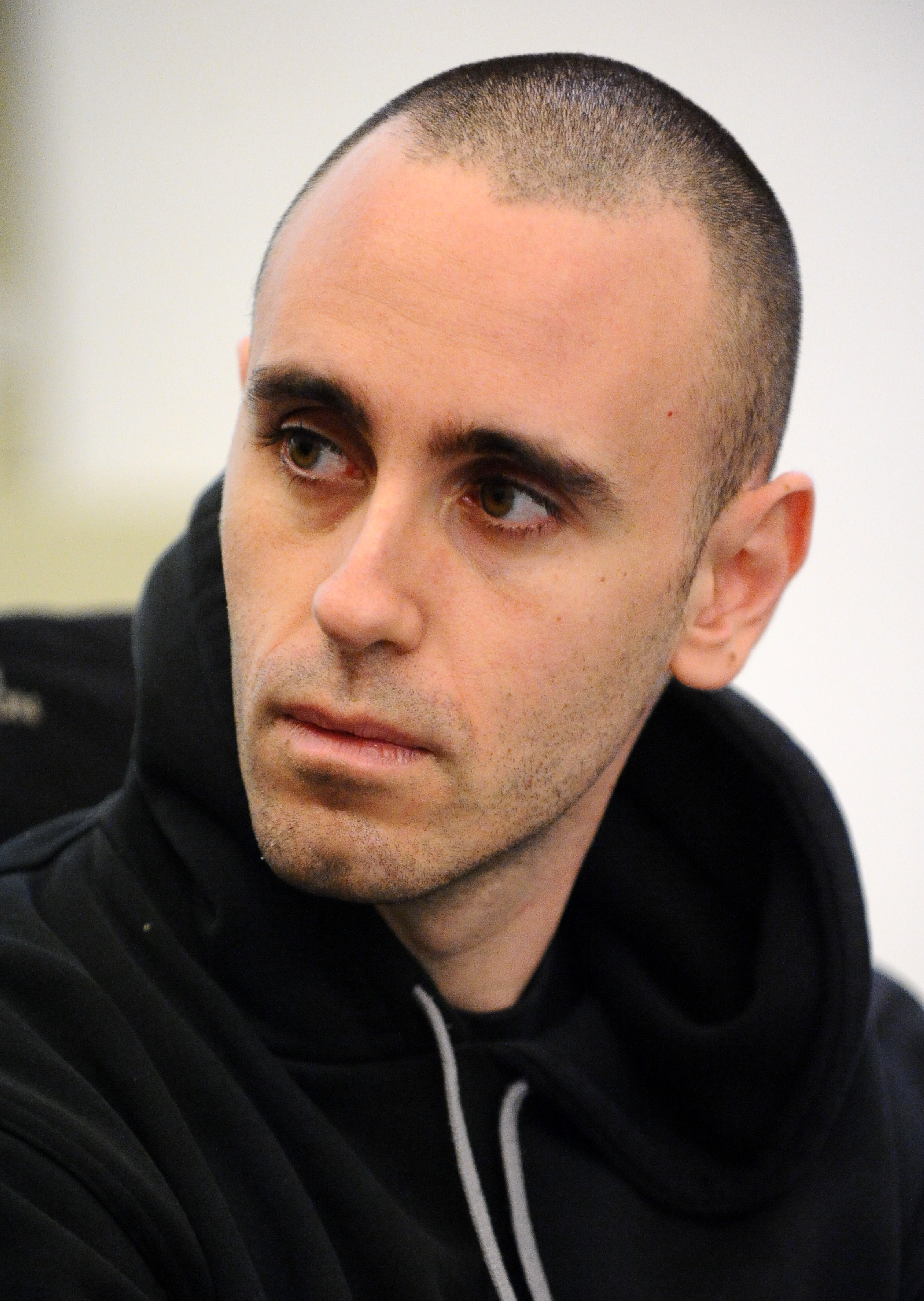
Zerocalcare, créateur de la série et voix de nombreux personnages dans la version originale italienne.

## Distribution
- Zerocalcare (VF : Donald Reignoux) double le personnage principal, c'est-à-dire lui-même, et toutes les autres voix dans les cinq premiers épisodes, à l'exception d'Armadillo. Il brise souvent le quatrième mur, s'adressant directement au public, interrompant ses flashbacks pour clarifier ou justifier ses propres erreurs. C'est un auteur de bande dessinée de 37 ans, et un « sociopathe » autoproclamé, avec un cercle d'amis relativement fermé. Il est de nature anxieuse, et à tendance à beaucoup hyperventiler dans les situations défavorables ou il n'a plus le contrôle des choses.
- Valerio Mastandrea (VF : Nicolas Marié) : Armadillo, le tatou orange qui n'existe que dans l'esprit de Zero. Il représente sa conscience et critique tout ce que Zero fait, et le confronte surtout à ses plus grand défauts.
- Chiara Gioncardi : Sarah (épisode 6), la meilleure amie de Zero depuis l'école primaire. Sérieuse et directe, elle rêve de devenir enseignante, mais doit compenser avec des petits boulots ingrats en attendant de passer ses concours. Elle est très franc-parler, voire très dure, mais elle se révèle de très bon conseil pour Zero.
- Paolo Vivio : Secco (épisode 6), l'ami proche de Zero. Il a abandonné l'école pour devenir joueur de poker en ligne, occupation qu'il considère très sérieusement comme une profession à part entière. Il est particulièrement blasé et nonchalant, comparé à Zero et Sarah, et apparemment indifférent au monde. Il possède une réplique récurrente qui est « On va se prendre une glace ? », qu'il répète souvent dans les moments les plus inappropriés. Zero note qu'il n'articule pas bien, et c'est difficile de comprendre ce qu'il dit.
- Veronica Puccio : Alice (épisode 6), fait partie du groupe d'amis de Zero, Sarah et Secco. Zero a eu le coup de foudre pour elle dès leurs première rencontre, mais ne l'avouera jamais. Alice a déménagé à Rome pour poursuivre son rêve de devenir éducatrice, mais elle rencontre de grandes difficultés, et est contrainte de rentrer à Biella, chez ses parents. Elle et Zero se connaissent depuis l'adolescence, et bien qu'ils soient toujours en bons termes, aucun des deux (surtout Zero), n'a réussi à faire le premier pas. Elle est représentée avec une voix robotique inexpressive. Zero, qui raconte l'histoire, justifie cela en déclarant qu'il ne se souvient plus de sa vraie voix.
- Ambrogio Colombo : Le père d’Alice (épisode 6)
- Michele Foschini : Tizio (épisode 6) , un des enfants dont s'occupait bénévolement Alice.
- Voix additionnelles (masculines) : Zerocalcare / Ezio Conenna (ép. 6)
- Voix additionnelles (féminines) : Zerocalcare / Alessandra Sani (ép. 6)

## Production
La série est produite par Movimenti Production (une société Banijay)  en collaboration avec BAO Publishing. L'animation est réalisée par DogHead Animation Studio, tandis que la conception sonore et le mixage ont été confiés à Massimo Cherubin pour Rain Frog.
Il s'agit de la première série animée du dessinateur Zerocalcare (pseudonyme de Michele Rech), réalisée après une longue période d'expérimentation avec l'animation. Elle a été annoncée le 21 décembre 2020 avec la sortie d'un premier teaser. Le 8 octobre 2021, un deuxième a été publié et la date de sortie révélée, tandis que la bande-annonce a été diffusée le 18 octobre suivant.
Les deux premiers épisodes de la série ont été présentés au Festival international du film de Rome le 18 octobre 2021. La série est sortie le 17 novembre 2021 sur la plateforme de streaming Netflix.

## Bande originale
La bande originale est composée par Giancane (it) et est rassemblée dans l'album Strappati lungo i bordi, sorti en même temps que la série,.
D'autres chansons choisies par Zerocalcare sont également utilisées comme musiques de fond, notamment des morceaux de Tiziano Ferro, Manu Chao, Ron, Jonathan Lloyd et Clif Norrell, M83, Max Brodie, Fauve, Gli Ultimi, Klaxon, Band of Horses, Billy Idol et Generation X.

## Accueil
La série a été accueillie positivement par la critique et le public. Sur le site web du Ciak Club, elle a été définie comme « la meilleure surprise de l'année et le meilleur contenu italien de Netflix », tandis que sur Movieplayer (it), elle a obtenu le score maximum de cinq étoiles sur cinq. Elle a atteint la deuxième place du top 10 hebdomadaire de Netflix un jour après sa sortie, juste derrière le film Red Notice, puis a pris la première place le lendemain. En mai 2022 BAO Publishing a annoncé sur son compte Instagram produire une nouvelle série Netflix avec la même distribution, elle s'intitule Ce monde ne m'aura pas et sort le 9 juin 2023.

### Controverses
Le journal turc Sabah a publié un article sur la présence d'un drapeau des Unités de protection du peuple dans la bande-annonce, ainsi que des banderoles du Parti des travailleurs du Kurdistan dans un épisode. L'article le qualifie de « scandale »,,.

## Prix
- 2021 : Fabrique Award de la meilleure série télévisée[18]
- 2022 
  - Prix Sergio Bonelli[19]
  - Diversity Media Award de la meilleure série télévisée italienne[20]